# Kaiserin Elisabeth (Schiff, 1887)
Die Kaiserin Elisabeth, ab 1919 Bludenz, war ein Halbsalondampfer der k.k. Staatsbahnen (kkStB) auf dem Bodensee mit Heimathafen Bregenz. Das nach der Kaiserin Elisabeth von Österreich benannte Schiff war von 1887 bis 1954 im Dienst.

## Geschichte

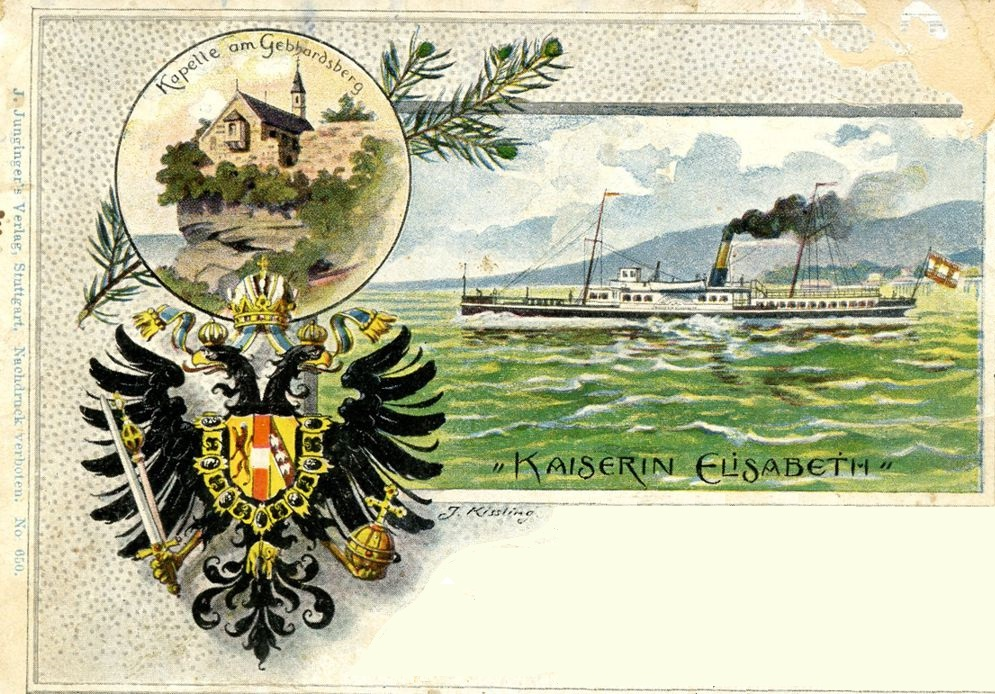
SD Kaiserin Elisabeth und Wallfahrtskapelle Gebhardsberg auf einer Postkarte

1887 stellen die k.k. österreichischen Staatsbahnen mit der Kaiserin Elisabeth das zweite Schiff des sogenannten „Kaiserklasse“, die aus den bauartähnlichen Dampfern Kaiser Franz Josef I., Kaiserin Elisabeth und Kaiserin Maria Theresia bestand, in Dienst.
Die Schiffstaufe vollzog Prinzessin Caroline von Thurn und Taxis am 4. Juni 1887. Die Kaiserin Elisabeth war das erste Schiff auf dem Bodensee, das über eine elektrische Beleuchtung verfügte.
1905 lief das Schiff beim Lindauer Hafen auf einen Felsen auf. Als in Bregenz alle Fahrgäste das Schiff verlassen hatten, sank es mit dem Heck voran auf den Grund des Hafenbeckens. Es wurde gehoben, repariert, und konnte wenige Wochen später den Dienst wieder aufnehmen.
Am 31. August 1909 fuhr Kaiser Franz Joseph I. an Bord der Kaiserin Elisabeth zu einem Besuch nach Rorschach. Da sich der Schweizer Bundesrat bei den vorangegangenen Diskussionen um einen Staatsbesuch zierte, wurde es nur eine als Höflichkeitsbesuch bezeichnete Stippvisite. Der Kaiser verließ das unter den Klängen der Volkshymne in den Hafen eingelaufene Schiff nicht und empfing stattdessen die Delegierten der Schweizer Regierung am Oberdeck. Der gesamte Besuch dauerte nur gut 20 Minuten.
Nach dem Ersten Weltkrieg mussten die österreichischen Schiffe umgetauft werden, wenn ihre Namen an die Habsburgerzeit erinnerten. So wurde aus der Kaiserin Elisabeth der SD Bludenz, benannt nach der Vorarlberger Stadt im Walgau.

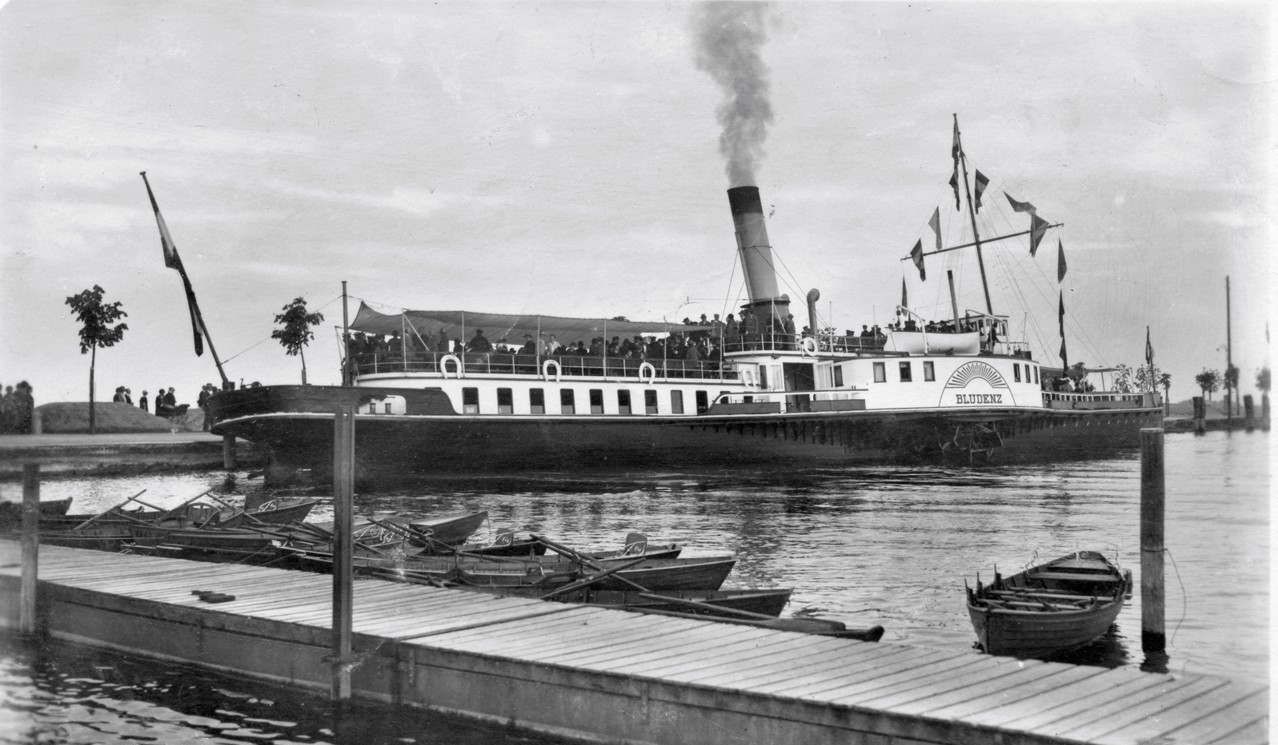
Das Schiff als SD Bludenz im Hafen von Arbon

Nach dem Anschluss Österreichs an das Deutsche Reich 1938 wurde die Bludenz dem Maschinenamt Lindau unterstellt und kam zur Reichsbahnflotte. Sie erhielt 1943 wie alle Deutschen Bodenseeschiffe einen grauen Tarnanstrich zum Schutz vor Fliegerangriffen. Am Abend des 20. April 1944 kollidierte die Bludenz mit dem Landesteg von Nonnenhorn, lief auf einen Unterwasserfelsen und schlug leck. Sie konnte mit Hilfe des Arbeitsbootes Buchhorn und eines Trajektkahns geborgen und zur Reparatur in die Werft nach Lindau geschleppt werden. Am 26. April 1945 lief das Schiff nachts mit dem SD Bavaria und dem MS Deutschland im Schlepp zur Schutzinternierung nach Rorschach aus und wurde am 17. Mai 1945 wieder zurück nach Lindau gebracht. Ab 1946 gehörte die Bludenz wieder den Österreichischen Bundesbahnen (ÖBB).
Am 19. September 1954 fuhr die Bludenz zum letzten Mal auf einer Kursfahrt nach Konstanz und wurde anschließend in die Reserve gestellt. Im November 1954 wurde sie in die Bodan-Werft nach Kressbronn überführt, wo der Unterwasseranstrich erneuert werden sollte. Der Zustand der Schiffsschale stellt sich als so schlecht heraus, dass die Aufsichtsbehörde in Wien die Betriebsgenehmigung bis zur Behebung der Mängel entzog. Aufgrund des hohen Alters des Schiffes wurde auf eine Sanierung der Schale verzichtet und das Schiff stillgelegt. 1956 verkehrte es als Eisbrecher in der Bregenzer Bucht und schleppte die Stadt Bregenz zur Überholung in die Werft nach Kressbronn. Am 22. Oktober 1958 wurde die Bludenz vom MS Friedrichshafen zum Abbruch nach Friedrichshafen in die Werft geschleppt.